# Piacenza Associazione Calcio Femminile
La Piacenza Associazione Calcio Femminile è stata una società calcistica femminile, attiva a Piacenza tra la fine degli anni sessanta e gli anni ottanta. Vanta nel suo palmarès la vittoria nel campionato di calcio femminile 1971, unica affermazione in campo nazionale di una squadra piacentina fino allo scudetto conquistato dal Copra Nordmeccanica nella pallavolo, nel 2009.

## Storia

La Pro Loco Travo nel 1968

La società viene fondata nel 1968 con la denominazione Pro Loco Travo, avendo sede nell'omonimo paese della Valtrebbia nel quale era presente già da alcuni anni una tradizione di calcio femminile. La Pro Loco Travo partecipa al primo campionato organizzato dalla F.I.C.F, nel 1968, classificandosi al quarto posto nel girone A.
A partire dall'anno successivo assume la denominazione definitiva Piacenza Associazione Calcio Femminile, trasferendosi nel capoluogo. Dopo il quarto posto nel campionato 1969, la società attraversa un primo momento di incertezza economica, risolto dall'intervento di Paolo Gabbiani, già dirigente dell'A.C. Libertas di Piacenza, che porta la sponsorizzazione della ditta Brevetti Gabbiani e diventa direttore sportivo; Mario Bertuzzi, già calciatore del Piacenza, è il nuovo allenatore, mentre Bruno Valisa (anch'egli ex calciatore del Piacenza ed ex allenatore della Pro Loco Travo) è il vice. Con la denominazione Brevetti Gabbiani Piacenza la squadra di Bertuzzi giunge seconda nel campionato 1970 organizzato dalla neonata F.F.I.G.C., alle spalle del Gommagomma Milano.
Nella stagione successiva la squadra parte tra le favorite per lo scudetto, dopo l'ingaggio della nazionale Maura Fabbri dal Genova; l'ossatura rimane quella delle prime stagioni, composta in prevalenza da calciatrici piacentine, a cui si aggiunge il centravanti casalese Aureliana Croce (che resterà a Piacenza fino al 1976) e il portiere reggiano Maria Rosa Ligabue. Nelle 13 giornate del girone d'andata la Brevetti Gabbiani ottiene altrettante vittorie, e nonostante una leggera flessione e il ritorno della Roma si laurea Campione d'Italia, con il migliore attacco (74 reti realizzate) e la miglior difesa (15 reti subite). Otto elementi di quella squadra (tra cui la stella Luciana Meles) vengono ripetutamente convocati in Nazionale.

Campioni a confronto: F.C. Internazionale Milano 1970-71 e l'A.C.F. Brevetti Gabbiani Piacenza 1971 a Piacenza

Nel campionato 1972, ancora sotto la guida di Bertuzzi, vengono effettuati numerosi acquisti; la squadra vince il proprio girone approdando al raggruppamento finale, dove tuttavia le piacentine vengono superate nello scontro diretto dal Gamma 3 Padova (3-2). Dopo l'eliminazione in Coppa Italia emergono alcuni problemi di spogliatoio, e tre delle calciatrici più rappresentative (Luciana e Tiziana Meles e Rosa Rocca) abbandonano Piacenza per trasferirsi alla Lubiam Lazio; contemporaneamente lascia anche lo sponsor Brevetti Gabbiani, sostituito da Capellini Mobili e dopo una sola stagione da Sisal Moquettes. Dopo un'ultima stagione ad alto livello, nel 1973, la formazione piacentina si assesta su posizioni di centroclassifica fino al 1976, quando per ragioni economiche rinuncia per la prima volta alla Serie A. Si reiscrive al campionato Interregionale 1977 con la sponsorizzazione Pulivapor Piacenza, e nel 1980 ritorna in Serie A, dove disputa altri tre campionati; ritorna per una stagione Luciana Meles, ormai a fine carriera ed esordisce Elisabetta Bavagnoli nel ruolo di ala destra.
Alla fine del campionato 1982 il direttivo piacentino si accorda con il presidente dell'A.C.F. Gorgonzola Livio Bolis (che diventa presidente di entrambe le squadre) e gli cede società e presidenza. Livio Bolis, di fronte ai problemi posti dal Comune di Gorgonzola per la gestione dello stadio comunale (affidato a due squadre, una di Promozione e l'altra di Terza Categoria F.I.G.C.) che non gli lascia date libere per disputare il campionato di Serie A, decide di spostare le proprie calciatrici nazionali da Gorgonzola a Piacenza lasciando attiva nel milanese la sola squadra riserve iscrivendola in Serie C lombarda. A Piacenza e provincia le biancorosse targate Bolis non hanno alcun problema; se è libero un campo cittadino va bene, e se non lo è nessun comune limitrofo le nega l'ospitalità.

L'ultima squadra di Serie A del Piacenza A.C.F. (1983).

Arrivano perciò a Piacenza le nazionali Elisabetta Vignotto, Marisa Perin, Caterina Fuoco, Tiziana D'Orio, Novellina Babetto, il portiere della Fiammamonza Rossana Cassani, le scozzesi June Hunter e Edna Neillis, e le ex della Lazio Ida Golin, Maria Sossella e Nazzarena Grilli.
L'ultimo risultato di rilievo ottenuto è il terzo posto nella stagione 1983, al termine del campionato, tuttavia, la società rinuncia definitivamente a proseguire l'attività e le ragazze vengono cedute oppure ritornano a Gorgonzola.
La scelta fatta da Livio Bolis è fatta propria nella stessa stagione anche dal G.S.F. Spifa Galliera di Galliera (BO) che viene a giocare a Piacenza con denominazione Peugeot Talbot Piacenza per poi cambiare e diventare A.C.F. Airtronic Piacenza, ma non è più il vecchio Piacenza A.C.F. che ha definitivamente abbandonato l'attività sportiva nel 1984. 

## Palmarès

### Competizioni nazionali
- Campionato italiano: 1

1971

### Altri piazzamenti
- Campionato italiano:

Secondo posto: 1970, 1972
Terzo posto: 1973, 1983